# 궁시

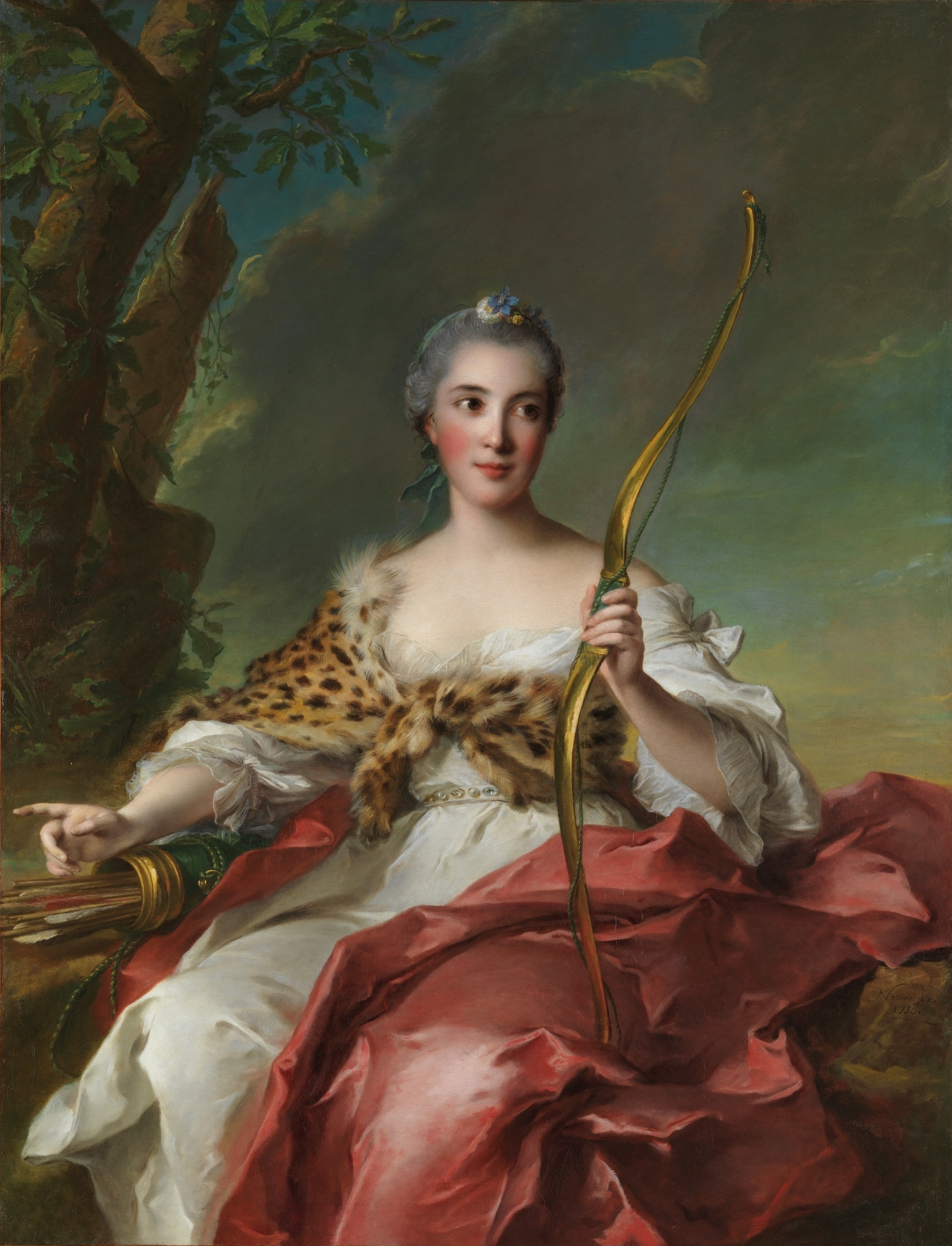
궁시

궁시(弓矢, bow and arrow)는 활과 화살을 가리키는 말이지만 육예의 하나로써 활쏘기를 일컫는 말인데, 사예(射藝) 또는 사기(射技)라고도 부른다.
조선의 무과의 시험과목 중 무예로 활쏘기와 창술을 시험하였는데, 목전(나무화살)·철전(쇠화살)·편전(작은 화살)·기사(말타고 활쏘기)·기창(말타고 창쓰기)의 다섯 가지 무예와 격구로 이루어진다. 이를 보면 무예시험이 말타기와 함께 시험한 활쏘기의 비중이 높음을 보여준다.
조선의 군관들은 특별한 일이 없는 한 거의 매일 활쏘기 연습을 하였다. 활은 10순(한 순은 다섯 발) 단위로 쏘았는데, 하루에 10순을 쏘는 것이 상례였다. 조선의 무관들의 활쏘기 솜씨가 뛰어나 50발 중 최소한 40발 이상을 명중시키는 실력을 보유한 사람이 많았다고 한다.
"쇠뇌와 쇠뇌살"은 노시라고 부른다.

## 같이 보기
- 양궁
- 국궁
- 과거제
- 육예
- 노시